# Втрати 82-ї окремої десантно-штурмової бригади
В статті описано деталі загибелі бійців 82-ї окремої десантно-штурмової бригади.

## Поіменний перелік

### 2023
- 17 серпня 2023 — Огнєв Віктор Сергійович, старший солдат. 04.04.1993 р.н. Загинув на Запорізькому напрямку під н.п. Роботине.[1]
- 19 серпня 2023 - Гордійчук Іван Олександрович 07.07.1992 р.н. Загинув на Запорізькому напрямку під н.п. Роботине.
- 22 серпня 2023 — Канівецький Сергій Сергійович, солдат, бойовий медик. Загинув в районі села Роботине Пологівського району Запорізької області.[2]
- 24 серпня 2023 — Бойко Олег Андрійович («Панда»), старший солдат, командир десантно-штурмового відділення. 29.03.1999 р.н. Загинув в районі с. Вербове, Запорізька область.[3]
- 24 серпня 2023 - Чорний Андрій Зіновійович, 39 років. Солдат, навідник. Загинув поблизу н.п. Роботине Запорізької області[4].
- 25 серпня 2023 — Мельник Олександр Валерійович («Блєск»), молодший лейтенант, командир взводу. 06.12.1997 р.н. Загинув у районі с. Роботине Пологівського району Запорізької області.
- 28 серпня 2023 — Кузло Володимир Михайлович, молодший сержант. 05.02.1993 р.н. Загинув у районі с. Вербове, Запорізька область.[5]
- 31 серпня 2023 — Пасічник Ярослав.[6]
- 2 вересня 2023 — Коломієць Сергій Федорович. Загинув в районі с. Вербове Пологівського району Запорізької області.[7]
- 3 вересня 2023 — Козак Андрій, солдат, старший стрілець. Загинув у Запорізькій області.[8][9]
- 14 вересня 2023 — Зюкін Олександр Олексійович («Ізюм»). Загинув в районі с. Вербове, Запорізька область.[10]
- 18 вересня 2023 — Пшик Володимир, командир аеромобільного відділення. 1996 р.н. Загинув в районі с. Вербове, Запорізька область.[11]
- 23 вересня 2023 - Віталій Оленич. Загинув під час виконання бойового завдання  року поблизу села Вербового Пологівського району. До 2025 року вважався зниклим без вісти[12].
- 17 жовтня 2023 — Довбей Іван Васильович, старший солдат, навідник-оператор. 10.07.1996 р.н. Загинув в районі с. Вербове, Запорізька область.[13]
- 17 жовтня 2023 — Шаповал Сергій Анатолійович, солдат, механік-електрозварник відділення технічного обслуговування. Загинув в районі села Вербове Пологівського району Запорізької області.[14]
- 17 жовтня 2023 — Сова Василь Володимирович, солдат, навідник відділення. Загинув в районі населеного пункту Вербове Пологівського району Запорізької області від скиду з російського дрону.[15]
- 17 жовтня 2023 — Чайка Олександр Віталійович, молодший сержант. Загинув в районі села Вербове Пологівського району Запорізької області.[16]
- 23 жовтня 2023 — Фирсов Олександр Ігорович, солдат, оператор. Загинув в районі села Вербове Пологівського району Запорізької області.[17]
- 29 листопада 2023 — Білоус Микола Олександрович («Білий»), лейтенант, командир розвідувального взводу. 28.06.2002 р.н. Загинув в районі населеного пункту Вербове Пологівського району Запорізької області.
- 2 грудня 2023 — Двожан Андрій Андрійович («Бен»), стрілець — снайпер. 27.03.1993 р.н. Загинув поблизу населеного пункту Вербове Пологівського району Запорізької області.[18]
- 12 грудня 2023 - Лось Андрій Васильович. Солдат, старший навідник-гранатометник. Помер під час перебування у відпустці[19].
- 29 грудня 2023 — Кравченко Вадим («Крава»). Загинув поблизу села Вербове Запорізької області. Похований селі Поромівка Житомирської області.[20]

### 2024
- 6 січня 2024 — Сенчук Руслан Іванович, капітан.[21]
- 13 січня 2024 - Кликун Андрій, 34 роки. Солдат, водій мінометного розрахунку мінометного взводу роти вогневої підтримки 3 десантно-штурмового батальйону. Загинув поблизу н.п. Вербове Пологівського району Запорізької області[22].
- 21 січня 2024 — Кано Олександр, солдат, навідник розвідувальної роти. Загинув в районі села Вербове Пологівського району Запорізької області від скиду БпЛА.[23]
- 10 лютого 2024 — Лис Андрій. Загинув на Луганщині.[24]
- 19 лютого 2024 — Репчук Василь Васильович. 27.02.2002 р.н. Загинув поблизу н.п. Микільське, Пологівського району, Запорізької області.[25]
- 28 травня 2024 — Чабан Владислав. 25.06.1983 р.н., м. Сокиряни. Загинув на Харківщині.[26]
- 1 червня 2024 — Харитонов Олександр («Номад»), молодший лейтенант, офіцер групи планування десантно-штурмового батальйону. Загинув під Вовчанськом, Харківська область.[27]
- 4 червня 2024 — Герасимчук Тарас.[28]
- 30 червня 2024 — Буренко Ігор Станіславович, старший солдат.[29]
- 3 липня 2024 — Вуглевич Андрій Ярославович («Людоєд»), молодший лейтенант, командир розвідувального взводу. Загинув у Вовчанську.
- 5 липня 2024 — Лисенко Олександр Сергійович. 5.01.1994 р.н., с. Гамаліївка. Загинув під Вовчанськом.[30]
- 7 серпня 2024 — Степанюк Аркадій Аркадійович. 1975 р.н., с. Вчорайше. Загинув в районі населеного пункту Свердликово Суджанського району Курської області.[31]
- 7 серпня 2024 - Володимир Думанський, 44 роки. Солдат, рядовий. Загинув на Курщині[32].
- 9 серпня 2024 — Іфрім В'ячеслав Дмитрович. 28.02.1988 р.н. Загинув в Курській області.[33]
- 11 серпня 2024 — Островський Олексій Анатолійович (позивний-Майстер). 01.04.1982 р.н. Начальник звʼязку, молодший сержант. Загинув у курській області біля населеного пункта «крємянная».
- 4 вересня 2024 — Романчук Петро Ігорович, стрілець-помічник гранатометника. Загинув поблизу населеного пункту Олександрівка Кореневського району Курської області.[34][35]
- 8 вересня 2024 — Савчук Олександр, головний сержант батареї артилерійського дивізіону. 1.08.2000 р.н., м. Сокиряни. Загинув в Курській області.[36][37]
- 11 вересня 2024 - Бурачок Тарас Миколайович, 45 років. Рядовий, старший навідник 6-го розрахунку 2-го взводу реактивної артилерійської батареї. Загинув поблизу н.п. Ніколаєво-Дар’їно Суджанського району Курської області рф[38].
- 14 вересня 2024 — Царевич Роман Михайлович («Цар»). 13.07.1997, с. Завадів Стрийської громади. Поранений в Курській області, помер в Сумській лікарні.[39][40]
- 18 вересня 2024 — Війтович Богдан Романович, солдат. 37 років, с. Кудирявці, Львівська область. Загинув в районі села Обухівка Курської області.[41]
- 10 жовтня 2024 — Семешкін Артем, бойовий медик. 35 років, м. Чернівці. Загинув внаслідок артилерійського удару по стабілізаційному пункті.[42]
- 12 жовтня 2024 — Кушпіль Євгеній Олексійович. 22.10.1983 р.н., м. Вільнянськ. Загинув від обстрілу в районі населеного пункту Гоголівка Суджанського району.[43][44]
- 11 листопада 2024 — Новак Михайло. 18.11.1986 р.н., с. Завадів Львівської області.[45]
- 21 листопада 2024 — Олійник Олександр. 1997 р.н., м. Буча Київської області.[46]

### 2025
- 2 січня 2025 — Лаврик Степан. 31.10.1993 р.н., с. Верхня. Поранений 5 жовтня 2023 року на Запорізькому напрямку, помер у госпіталі у Львові.[47]
- 31 січня 2025 - Хомутов Денис Валерійович. 23.09.1996 р.н. Загинув на Курському напрямку.
- 22 лютого 2025 — Хохуля Ярослав Юрійович. Загинув на Курському напрямку.[48]
- 7 березня 2025 — Антонюк Андрій. 2.05.1999 р.н. село Остап'є, Тернопільщина.[49]
- 18 квітня 2025 - Морозов Олександр Степанович. Позивний «Мороз». 03.02.2002р.н. М.Луцьк. Загинув 18.04.2025р в районі населеного пункту. Горналь Курської області рф.
- 6 червня 2025 — Троян Катерина («Мяу») 26.04.1993 -  32 роки. Загинула на Донеччині.[50]